# Efectes de so
Dins de la banda sonora de qualsevol projecte audiovisual distingim tres elements: la música, els diàlegs i veu en off, i els efectes sonors. Un efecte de so o efecte d'àudio és un so generat o modificat artificialment, o un procés de so emprat amb finalitats artístiques o de contingut en el cinema, la televisió, els enregistraments musicals, els videojocs, els dibuixos animats, les representacions en directe de teatre o musicals i altres mitjans. En el cinema i les produccions televisives, els efectes de so es graven i reprodueixen per donar un contingut narratiu o creatiu sense l'ús de diàleg o música. El terme s'aplica freqüentment a un procés aplicat a un enregistrament, no a la gravació en si mateixa. En la producció cinematogràfica i televisiva professional, el diàleg, la música i els efectes de so es tracten com a elements separats. Ni els diàlegs ni la música s'inclouen entre els efectes de so, encara que se'ls apliquin processos, com reverberació o flanging, que es podrien entendre com efectes.

## Tipus d'efectes de so
Dels efectes de so es poden fer dues classificacions segons la seva funció o aplicació, o segons com s'ha enregistrat el so.
Tot i així el dissenyador sonor Ric Viers recomana diverses categories a l'hora de nomenar i organitzar sons que condensen molt bé les nostres necessitats en general i per descomptat, permeten combinacions, atès que hi haurà molts efectes que puguin ser inclosos en diverses categories i nomenats sota característiques múltiples:
ambients, animals, cartoons, crashes, multituds, emergència, electrònic, explosions, foc, Foley, passos, horror, sons de casa, humans, impactes, indústria, multimèdia, musicals, oficina, ciència-ficció, esports, tecnologia, transport, guerra, aigua i clima.

### Segons la funció

#### Sons ambients
Els sons ambients són aquells sons no sincronitzats que s'afegeixen per crear presència o ambient en una escena amb la finalitat de situar-la en una localització o ambientació específica com per exemple una gran ciutat, la platja… Aquest sons no solen cridar l'atenció de l'espectador perquè simplement ajuden a situar-lo en un context concret però són essencials en tota escena, ja que si no fos així, es produiria una dissonància entre el que veiem i el que sentim. Aporten versemblança a l'escena. Per qualsevol rodatge a l'hora d'enregistrar el so ambient es fa el que s'anomena una wildtrack, és a dir, una pista de "silenci" enregistrada a la mateixa localització en la que s'ha rodat la escena i s'utilitza com a capa de "silenci" per unir uniformement el muntatge dels diferents plans i com a base ambiental. Els efectes de so ambientals en una producció compleixen millor la seva comesa quan la seva presència no és constant al llarg del film o programa. Aquesta aparició i desaparició contínua, alternada amb les altres bandes de so, desperta l'interès de l'espectador.

#### Sons puntuals
Els efectes de so puntuals són aquells efectes individuals, normalment sincronitzats i relacionats amb una sola font sonora, que se solen afegir en el procés de postproducció per a emfatitzar tot allò que el so ambient no ha pogut oferir.

### Segons l'enregistrament

#### Efectes de so directes
Els efectes de so directe o wildtracks d'efectes són aquells sons enregistrats durant el mateix rodatge.

#### Efectes sala o Foley
Els efectes de sala són un dels processos més creatius en la creació de la banda sonora, juntament amb la música. Reben aquest nom gràcies a Jack Donovan Foley, un pioner artista en el camp dels efectes de so creador de tècniques i efectes sonors molt presents actualment en el cinema. Jack Foley va ser el primer en afegir efectes sonors com per exemple passos i, en definitiva, sons produïts per una acció humana en una producció cinematogràfica. El Foley consisteix en l'enregistrament de sons en temps real sincronitzats amb les imatges de la producció per tal d'adaptar-los a l'acció en pantalla. Inicialment, el Foley de cada escena s'havia de fer tot d'un cop i amb perfecta precisió i sincronia. En canvi, actualment, el so digital ha permès enregistrar les pistes que fossin necessàries en cas que el resultat obtingut no fos el desitjat, intentant-ho de nou. Així doncs, amb el Foley dins una petita sala es poden produir tota mena de sons de qualsevol font visual amb objectes quotidians.

#### Efectes especials
Utilitzats majoritàriament en produccions de ciència-ficció, els efectes especials tenen com a objectiu aconseguir sons d'ambients o situacions que no poden succeir en la vida real i que, per tant, no podem enregistrar ni imitar. Aquests tipus de sons es realitzen durant el procés de postproducció i solen ser creats artificialment mitjançant processadors de so i sintetitzadors.

#### Efectes de llibreria
Els efectes sonors de llibreria són aquells sons preenregistrats que trobem disponibles a bancs o llibreries de so. L'avantatge d'aquestes llibreries sonores és que podem disposar amb gran facilitat de nombrosos efectes de bona qualitat i segurament difícil d'enregistrat per nosaltres mateixos, però com a inconvenients, existeix una manca de control sobre la dinàmica, el timing, o la durada, pel que un bon so pot no ser-nos útil al no quadrar amb la imatge visual.

### Segons la relació amb la imatge
Sons naturals
Quan l'efecte sonor és el veritable so de l'objecte que està sonant i estem veient. Els sons naturals són més propis de documentals i de reportatges.
Sons característics
Els sons característics són aquells en que l'efecte és una reinterpretació del so natural de l'objecte. Habitualment s'utilitza per intensificar l'impacte sobre l'espectador i n'hi ha de dos tipus:
ImitatiusSo amb propietats físiques semblants a les de l'original.
InterpretatiusSo sense cap semblança al so original.

## Funcions dels efectes de so
La funció principal dels efectes sonors és dotar a un projecte audiovisual de versemblança amb l'objectiu de que es creï un paisatge sonor realista que atregui a l'espectador cap a la realitat creada dins la pel·lícula o text audiovisual. Tot i així, existeixen altres funcions importants dels efectes sonors:

### Reemplaçar
Durant un rodatge, el so directe està configurat per a enregistrar els diàlegs dels actors, per la qual cosa, la captació de la resta de sons puntuals queda molt limitada a causa de factors com els elements de ficció (decorats, attrezzo, etc), la contaminació acústica o el doblatge dels diàlegs, obligant a recórrer als efectes sonors.

### Recrear/narrar
Un dels objectius dels efectes sonors és crear versemblança i situar a l'espectador en un ambient concret, per això, es sonoritza el fora de camp per situar-lo en un espai concret on es desenvolupa l'acció, així com per anticipar esdeveniments o crear il·lusió de profunditat.

### Dramatitzar
Amb la funció dramatitzadora podem reforçar el contingut dramàtic de la imatge amb sons que reforcin o accentuïn el que veiem a la pantalla.

### Mostrar i orientar
Els efectes sonors ajuden a mostrat allò difícil de veure per l'espectador com per exemple moviments ràpids. També ajuda a dirigir la mirada de l'espectador cap a elements o zones concretes de la imatge.

### Articular
Els efectes sonors ajuden a atenuar la discontinuïtat entre diferents escenes i tipus de plans visuals. Creen una continuïtat fictícia i remarquen transicions.

## Sincronia
La sincronia també és un aspecte molt important dels efectes sonors, ja que segons el tipus de sincronia que utilitzem crearem un efecte o un altre en l'espectador. Així que hi distingim 3 tipus de sincronia: sincronia dura quan el so s'anticipa a la imatge i provoca sorpresa a l'espectador, sincronia tova quan el so és posterior a la imatge, suavitzant la sensació d'impacte; i la sincronia neutra que és aquella en la que el so i la imatge coincideixen.

## Transicions sonores
Les transicions sonores són tots aquells efectes sonors que ajuden a articular, donar ritme i enllaçar el relat en un projecte audiovisual. És una eina molt útil quan es tracta d'unir d'una manera natural les escenes.
Les transicions sonores més consegudes són les següents:
- El tall: està correlacionada amb la imatge i implica l'aparició d'una imatge o un so immediatament després que els anteriors desapareguin. És la transició més utilitzada i elemental.
- La fosa: consisteix en la substitució d'un so per un altre superposant momentàniament el que apareix sobre l'anterior que s'esvaeix. És útils per a canvis en el temps, la localització o l'acció.
- L'emmascarament: és un efecte sonor que es superposa a una transició, ja sigui per tall o per fosa. S'usa per donar importància a certs personatges.
- L'anticipació o retard sonor:
  - Overlapping: s'enllaçen dues seqüències anticipant o retardant el so d'una sorbre l'altra i reforçant, d'aquesta manera, el flux narratiu (per exemple, generant expectació).
  - Split edits: és similar a l'overlapping però amb el muntatge dels diàlegs. J-cut i L-cut respectivament.[10]

Les transicions sonores són, per tant, imprescindibles per unir escenes i actes. Aquestes transicions poden ser des de la música, fins a efectes sonors específics o so ambient. Moltes vegades aquest paper fonamental és obviat a la teoria del muntatge, com si el muntatge visual fos l'únic que pogués aportar informació. És un error comú deixar els efectes sonors pel final i que no formin part de la preproducció.